# Kelorivier
Kelorivier (Zweeds-Fins: Kelojoki) is een rivier, die stroomt in de Zweedse  gemeente Kiruna. Algemeen wordt het Porattomameer gezien als het beginpunt van de rivier. Op de plaats waar de rivier het meer verlaat heeft hij een plaatselijke naam Porattomameerrivier (Porattomajärvenjoki). In dezelfde buurt ontspringt de Porattomavalleirivier. Als de beide rivieren samenstromen vormen ze de Kelorivier. Dit gebeurt nabij de Kelovallei ten noordoosten van de Keloberg. De rivier kronkelt hevig door uitgestrekte moerasgebieden en belandt uiteindelijk bij Saivomuotka-zuid in de Muonio. Ze is 33640 meter lang.
Afwatering: Kelorivier → Muonio → Torne → Botnische Golf